# Mu Qing (tusi)
Mu Zeng (chinois : 木青 ; pinyin : mù qīng), né le 18 septembre 1569, décédé le 23 novembre 1597, est un tusi (chef tribal) (chef régional issu de la population locale) naxi de la province du Yunnan. Il est également appelé A-sheng A-chai, qui est son nom naxi. Il dirigea à Lijiang entre 1596 et 1597. Son père était Mu Wang (chinois : 木旺), et sa mère Ashineng (chinois : 阿室能).